# Atletisme als Jocs Olímpics d'Estiu de 1924 - 400 metres masculins
Els 400 metres masculins va ser una de les proves del programa d'atletisme disputades durant els Jocs Olímpics de París de 1924. La prova es va disputar el 10 i 11 de juliol de 1924 i hi van prendre part 60 atletes de 27 nacions diferents.

## Medallistes
| Or                 | Plata               | Bronze           |
| Eric Liddell (GBR) | Horatio Fitch (USA) | Guy Butler (GBR) |

## Rècords
Aquests eren els rècords del món i olímpic que hi havia abans de la celebració dels Jocs Olímpics de 1924.
| Rècord del Món | 47.4" (*) | Ted Meredith     | Cambridge, MA (USA) | 27 de maig de 1916   |
| Rècord Olímpic | 48.2"     | Charles Reidpath | Estocolm (SWE)      | 13 de juliol de 1912 |

(*) 440 iardes (= 402.34 m)
En els quarts de final Josef Imbach va establir un nou rècord olímpic amb un temps de 48.0 segons. En les semifinals Horatio Fitch millorà el rècord olímpic i el deixà en 47.8 segons. Enla final Eric Liddell va establir un no rècord del món amb 47,6 segons; aquesta vegada es va ratificar com un rècord mundial de 400 metres, ja que Ted Meredith havia fet el rècord sobre 440 iardes.

## Resultats

### Sèries
Les sèries es van disputar el 10 de juliol de 1924. Els dos millors de cada sèrie passaven als quarts de final.
Sèrie 1
| Posició | Atleta              | Temps | Qual. |
| ------- | ------------------- | ----- | ----- |
| 1       | Horace Aylwin (CAN) | 54.0  | Q     |
| 2       | Erik Wilén (FIN)    | 54.8  | Q     |

Sèrie 2
| Posició | Atleta                   | Temps | Qual. |
| ------- | ------------------------ | ----- | ----- |
| 1       | Ray Robertson (USA)      | 50.2  | Q     |
| 2       | Kai Jensen (DEN)         | 50.9  | Q     |
| 3       | Jules Migeot (BEL)       | 51.0  |       |
| 4       | Reinhold Kesküll (EST)   |       |       |
| 5       | Christophe Mirgain (LUX) |       |       |

Sèrie 3
| Posició | Atleta                | Temps | Qual. |
| ------- | --------------------- | ----- | ----- |
| 1       | Gustaf Wejnarth (SWE) | 50.2  | Q     |
| 2       | Lajos Kurunczy (HUN)  | 52.6  | Q     |
| 3       | Richard Honner (AUS)  | 53.1  |       |
| 4       | Kiril Petrunov (BUL)  |       |       |

Sèrie 4
| Posició | Atleta               | Temps | Qual. |
| ------- | -------------------- | ----- | ----- |
| 1       | Eric Wilson (USA)    | 49.6  | Q     |
| 2       | Roy Norman (AUS)     | 50.6  | Q     |
| 3       | William Fuller (CAN) | 51.5  |       |
| 4       | Édouard Armand (HAI) |       |       |

Sèrie 5
| Posició | Atleta             | Temps | Qual. |
| ------- | ------------------ | ----- | ----- |
| 1       | Josef Imbach (SUI) | 51.8  | Q     |

Sèrie 6
| Posició | Atleta              | Temps | Qual. |
| ------- | ------------------- | ----- | ----- |
| 1       | David Johnson (CAN) | 51.8  | Q     |
| 2       | Charles Hoff (NOR)  | 53.0  | Q     |

Sèrie 7
| Posició | Atleta                | Temps | Qual. |
| ------- | --------------------- | ----- | ----- |
| 1       | J. Coard Taylor (USA) | 50.8  | Q     |
| 2       | Tokushige Noto (JPN)  | 51.7  | Q     |
| 3       | Wim Bolten (NED)      | 53.0  |       |

Sèrie 8
| Posició | Atleta                  | Temps | Qual. |
| ------- | ----------------------- | ----- | ----- |
| 1       | Toby Betts (RSA)        | 49.8  | Q     |
| 2       | Sean Lavan (IRL)        | 51.2  | Q     |
| 3       | Wim Kat (NED)           | 51.8  |       |
| 4       | Guillermo Amparan (MEX) | 52.0  |       |

Sèrie 9
| Posició | Atleta               | Temps | Qual. |
| ------- | -------------------- | ----- | ----- |
| 1       | Artur Svensson (SWE) | 50.0  | Q     |
| 2       | Raymond Fritz (FRA)  | 51.0  | Q     |
| 3       | Charles Lane (AUS)   | 51.4  |       |
| 4       | Menso Menso (NED)    |       |       |
| 5       | Juan Escutia (MEX)   |       |       |

Sèrie 10
| Posició | Atleta                  | Temps | Qual. |
| ------- | ----------------------- | ----- | ----- |
| 1       | Clarence Oldfield (RSA) | 49.6  | Q     |
| 2       | Edward Toms (GBR)       | 49.9  | Q     |
| 3       | Carlos Garces (MEX)     | 51.0  |       |
| 4       | Emilio Casanovas (ARG)  |       |       |

Sèrie 11
| Posició | Atleta               | Temps | Qual. |
| ------- | -------------------- | ----- | ----- |
| 1       | Nils Engdahl (SWE)   | 49.2  | Q     |
| 2       | George Renwick (GBR) | 50.3  | Q     |
| 3       | Francisco Dova (ARG) | 51.0  |       |
| 4       | José Martínez (MEX)  |       |       |

Sèrie 12
| Posició | Atleta               | Temps | Qual. |
| ------- | -------------------- | ----- | ----- |
| 1       | Terence Pitt (IND)   | 49.8  | Q     |
| 2       | Alan Christie (CAN)  | 50.5  | Q     |
| 3       | Félix Escobar (ARG)  | 51.4  |       |
| 4       | Raymond Jamois (FRA) |       |       |
| 5       | Karel Přibyl (TCH)   | 52.8  |       |

Sèrie 13
| Posició | Atleta                  | Temps | Qual. |
| ------- | ----------------------- | ----- | ----- |
| 1       | Luigi Facelli (ITA)     | 51.0  | Q     |
| 2       | Federico Brewster (ARG) | 51.8  | Q     |
| 3       | Stefan Ołdak (POL)      | 55.0  |       |

Sèrie 14
| Posició | Atleta                        | Temps | Qual. |
| ------- | ----------------------------- | ----- | ----- |
| 1       | Eric Liddell (GBR)            | 50.2  | Q     |
| 2       | Alfredo Gargiullo (ITA)       | 50.4  | Q     |
| 3       | Erik Byléhn (SWE)             | 50.6  |       |
| 4       | Stanisław Świętochowski (POL) | 55.4  |       |

Sèrie 15
| Posició | Atleta              | Temps | Qual. |
| ------- | ------------------- | ----- | ----- |
| 1       | Horatio Fitch (USA) | 52.0  | Q     |
| 2       | Erik Åström (FIN)   | 52.1  | Q     |

Sèrie 16
| Posició | Atleta                 | Temps | Qual. |
| ------- | ---------------------- | ----- | ----- |
| 1       | Guy Butler (GBR)       | 50.2  | Q     |
| 2       | Gaston Féry (FRA)      | 51.1  | Q     |
| 3       | Narciso Costa (BRA)    |       |       |
| 4       | Ennio Maffiolini (ITA) |       |       |
| 5       | Christian Simmen (SUI) |       |       |

Sèrie 17
| Posició | Atleta                   | Temps | Qual. |
| ------- | ------------------------ | ----- | ----- |
| 1       | Barthélémy Favodon (FRA) | 51.2  | Q     |
| 2       | Adriaan Paulen (NED)     | 52.0  | Q     |
| 3       | Paul Hammer (LUX)        | 53.1  |       |

### Quarts de finals
Els quarts de final es van disputar el 10 de juliol de 1924. Els dos millors de cada sèrie passaven a semifinals.
Quarts de final 1
| Posició | Atleta               | Temps | Qual. |
| ------- | -------------------- | ----- | ----- |
| 1       | Horatio Fitch (USA)  | 49.0  | Q     |
| 2       | Artur Svensson (SWE) | 50.0  | Q     |
| 3       | Alan Christie (CAN)  | 50.8  |       |
| 4       | Edward Toms (GBR)    |       |       |

Quarts de final 2
| Posició | Atleta                | Temps | Qual. |
| ------- | --------------------- | ----- | ----- |
| 1       | Toby Betts (RSA)      | 49.0  | Q     |
| 2       | Charles Hoff (NOR)    | 49.2  | Q     |
| 3       | Gustaf Wejnarth (SWE) | 50.2  |       |
| 4       | Gaston Féry (FRA)     | 50.7  |       |

Quarts de final 3
| Posició | Atleta                   | Temps | Qual. |
| ------- | ------------------------ | ----- | ----- |
| 1       | Guy Butler (GBR)         | 49.8  | Q     |
| 2       | J. Coard Taylor (USA)    | 50.4  | Q     |
| 3       | Barthélémy Favodon (FRA) | 50.9  |       |
| 4       | Terence Pitt (IND)       | 51.6  |       |
| 5       | Kai Jensen (DEN)         |       |       |
| 6       | Federico Brewster (ARG)  |       |       |

Quarts de final 4
| Posició | Atleta               | Temps | Qual. |
| ------- | -------------------- | ----- | ----- |
| 1       | Adriaan Paulen (NED) | 49.0  | Q     |
| 2       | Eric Liddell (GBR)   | 49.3  | Q     |
| 3       | Ray Robertson (USA)  | 49.5  |       |
| 4       | Luigi Facelli (ITA)  | 50.5  |       |
| 5       | Raymond Fritz (FRA)  | 50.5  |       |

Quarts de final 5
| Posició | Atleta                  | Temps | Qual. |
| ------- | ----------------------- | ----- | ----- |
| 1       | Clarence Oldfield (RSA) | 49.0  | Q     |
| 2       | David Johnson (CAN)     | 49.3  | Q     |
| 3       | Erik Wilén (FIN)        | 49.6  |       |
| 4       | Roy Norman (AUS)        | 50.2  |       |
| 5       | Alfredo Gargiullo (ITA) |       |       |

Quarts de final 6
| Posició | Atleta               | Temps | Qual. |
| ------- | -------------------- | ----- | ----- |
| 1       | Josef Imbach (SUI)   | 48.0  | Q OR  |
| 2       | Nils Engdahl (SWE)   | 48.4  | Q     |
| 3       | Eric Wilson (USA)    | 48.8  |       |
| 4       | Sean Lavan (IRL)     | 49.8  |       |
| 5       | Tokushige Noto (JPN) | 50.7  |       |

### Semifinals
Les semifinals es van disputar l'11 de juliol de 1924. Els tres millors de cada semifinal passaven a la final.
Semifinal 1
| Posició | Atleta               | Temps | Qual. |
| ------- | -------------------- | ----- | ----- |
| 1       | Horatio Fitch (USA)  | 47.8  | Q OR  |
| 2       | Guy Butler (GBR)     | 47.9  | Q     |
| 3       | David Johnson (CAN)  | 48.0  | Q     |
| 4       | Adriaan Paulen (NED) | 48.2  |       |
| 5       | Toby Betts (RSA)     | 48.4  |       |
| 6       | Nils Engdahl (SWE)   | 48.6  |       |

Semifinal 2
| Posició | Atleta                  | Temps | Qual. |
| ------- | ----------------------- | ----- | ----- |
| 1       | Eric Liddell (GBR)      | 48.2  | Q     |
| 2       | Josef Imbach (SUI)      | 48.3  | Q     |
| 3       | J. Coard Taylor (USA)   | 48.7  | Q     |
| 4       | Charles Hoff (NOR)      |       |       |
| 5       | Clarence Oldfield (RSA) |       |       |
| 6       | Artur Svensson (SWE)    |       |       |

### Final
La final es va disputar l'11 de juliol de 1924.
| Posició | Atleta                | Temps      |
| ------- | --------------------- | ---------- |
| 1       | Eric Liddell (GBR)    | 47.6 OR    |
| 2       | Horatio Fitch (USA)   | 48.4       |
| 3       | Guy Butler (GBR)      | 48.6       |
| 4       | David Johnson (CAN)   | 48.8       |
| 5       | J. Coard Taylor (USA) | 1:07.0 est |
| —       | Josef Imbach (SUI)    | DNF        |